# 男嫌い (曲)
「男嫌い」（おとこぎらい）は、2012年6月6日に発売された瀬川瑛子のシングルである。

## 解説
- デビュー45周年記念シングル。
- カップリングとしてデビュー曲「涙の影法師」のニュー・バージョンを収録。

## 収録曲
1. 男嫌い (3分39秒)
  - 作詞：田久保真見、作曲：有賀十三、編曲：石倉重信
2. 涙の影法師〜ニュー・バージョン〜 (3分23秒)
  - 作詞：宇山清太郎、作曲：新井利昌、編曲：石倉重信
3. 男嫌い（オリジナル・カラオケ） (3分39秒)
4. 涙の影法師〜ニュー・バージョン〜（オリジナル・カラオケ） (3分21秒)